# Leppäsaari (ö i Norra Savolax, Kuopio, lat 63,32, long 27,20)
Leppäsaari är en ö i Finland. Den ligger i sjön Onkivesi och i kommunen Kuopio i den ekonomiska regionen  Kuopio ekonomiska region  och landskapet Norra Savolax, i den centrala delen av landet, 400 km norr om huvudstaden Helsingfors. Öns area är 48,4 hektar och dess största längd är 1,3 kilometer i sydväst-nordöstlig riktning.